# Marcus Accenna Helvius Agrippa
Marcus Accenna Helvius Agrippa (vollständige Namensform Marcus Accenna Marci filius Galeria Helvius Agrippa) war ein im 1. und 2. Jahrhundert n. Chr. lebender Angehöriger des römischen Senatorenstandes. Durch eine Inschrift, die in Alcalá de Guadaíra gefunden wurde, sind einzelne Stationen seiner Laufbahn bekannt. Seine Laufbahn ist in der Inschrift als cursus inversus, d. h. in absteigender Reihenfolge wiedergegeben.
Agrippa übte zunächst das Amt eines curio minor aus. Danach diente er als Tribunus laticlavius zuerst in der Legio XX Valeria Victrix, die ihr Hauptlager in Deva Victrix in der Provinz Britannia hatte und danach in der Legio XVI Flavia, die in der Provinz Syria stationiert war. Nach seinem Militärdienst übte er im Rahmen des Vigintivirats das Amt eines Triumvir capitalis aus. Im Anschluss wurde er Quaestor in der Provinz Africa und Legatus proconsulis in der diocesis Carthaginensium in derselben Provinz. Nach Rom zurückgekehrt, folgten noch die Ämter des Tribunus plebis und des Praetors.
Agrippa war in der Tribus Galeria eingeschrieben und stammte vermutlich aus Hispalis. Er starb im Alter von 34 Jahren, 3 Monaten und 23 Tagen. Die Inschrift wurde durch seinen gleichnamigen Sohn Marcus Accenna Helvius Agrippa errichtet. Möglicherweise sind Marcus Helvius Agrippa und dessen gleichnamiger Sohn, die durch eine Inschrift aus Hispalis belegt sind, mit ihnen verwandt.
Die Inschrift wird bei der Epigraphik-Datenbank Clauss-Slaby auf 117/150 datiert, bei Stephen James Malone in das 2. Jhd. Die RAH datiert seine Laufbahn zwischen den letzten Jahren der Regierungszeit von Hadrian (117–138) und den ersten Jahren von Antoninus Pius (138–161).